# Sub Pop 1000
Sub Pop 1000 — сборник, выпущенный звукозаписывающей компанией Sub Pop. Альбом был выпущен ограниченным тиражом в 5000 цветных 12-дюймовых виниловых пластинок с обложкой Натана Фокса, а также включает 16-страничный буклет и купон на скачивание MP3. Дата выхода пластинки совпадает с Днём музыкального магазина 20 апреля 2013 года, но не является эксклюзивом Дня музыкального магазина. Название отсылает к сборнику Sub Pop 100 1986 года и содержит ранее не издававшиеся песни перспективных исполнителей на лейбле Sub Pop.

## Список треков
| №   | Название                 | Исполнитель              | Длительность |
| --- | ------------------------ | ------------------------ | ------------ |
| 1.  | «Kidult»                 | His Electro Blue Voice   | 6:59         |
| 2.  | «Lacandona»              | Chancha Via Circuito     | 2:22         |
| 3.  | «French Poet»            | Protomartyr              | 4:56         |
| 4.  | «Tangled North»          | Lori Goldston            | 3:39         |
| 5.  | «A Victory for Polio»    | Iron Lung                | 1:25         |
| 6.  | «Money»                  | Soldiers of Fortune      | 4:21         |
| 7.  | «Subterranean Brainblow» | Peaking Lights           | 4:19         |
| 8.  | «Radio Eyes»             | Ed Schrader's Music Beat | 2:04         |
| 9.  | «Guided»                 | My Disco                 | 4:00         |
| 10. | «Doomed»                 | Starred                  | 5:01         |